# Samohodni cirkular
Samohodni cirkular je stroj koji se u drvnoj industriji koristi za rezanje ogrjevnog drva. Stroj se sastoji od dva glavna dijela, tračne ili kružne pile koja je postavljena na motorno vozilo.
Samohodni cirkular je također poznat i po pučkim nazivima njemačkog podrijetla (njem. Bandsäge - tračna pila) - "banzek", "banseg" ili "bancek".
Prva motorna samohodna pila razvijena je 1900. godine, a smatra se da je njemačka tvrtka Kaelble iz Backnanga prvi proizvođač ovog stroja u Europi. Stroj te tvrtke iz 1924. godine mogao je za 10 sati rada obraditi 40 kubičnih metara drva.
Motor se koristi za pogon vozila u transportu te za pogon pile u radu. Ova vozila koriste uglavnom dizelske motore raznih proizvođača, najčešće "Aran" i "Lombardini". Ugradnjom pile na vozilo stroj se lako transportira do mjesta sječe na posjedu kupca, tako da kupac ne mora voziti drva u pilanu.
Na zapadu su ova vozila bila u čestoj uporabi među trgovcima drvom sve do 1960-ih godina. U istočnoj Europi ga se i danas često može vidjeti tijekom jeseni i početkom zime, kad je najveća potražnja za ogrjevnim drvom. Obrtnici u Hrvatskoj koji se bave piljenjem ogrjevnog drva ponekad koriste samohodne cirkulare vlastoručne izrade. 

## Vanjske poveznice
- Samohodna pila iz 1913. godine u Njemačkom povijesnom muzeju, Deutsches Historisches Museum, www.dhm.de (njem.) (pristupljeno 20. prosinca 2013.)